# Aulerkové

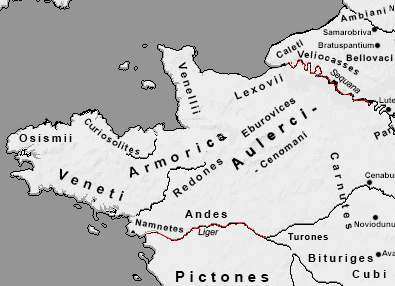
Mapa znázorňující oblast kmene Aulerků

Aulerkové (latinsky Aulerci) byl keltský kmen žijící v Galii.
Aulerkové osídlili severozápad Galie mezi řekami Loirou a Seinou. Julius Caesar se o nich zmiňuje jako o jednom z těch národů, kteří žili u moře a plavili se po oceánu. Podle Tita Livia patřili v době legendárního posledního římského krále Lucia Tarquinia Aulerci nebo jejich podkmen Cenomané ke skupině kmenů vedených Ambicatem, králem Biturigenů. Livius píše, že tyto kmeny zažily tak velký nárůst populace, že se rozhodly emigrovat, aby se vyhnuly přelidnění. Tak Galové, včetně některých Aulerků-Cenomanů, emigrovali pod vedením Bellovesa přes Alpy do oblasti Gallia cisalpina a usadili se tam.
Kmen Aulerků se skládal ze čtyř podkmenů:
- Jak bylo uvedeno výše, velká část Cenomanů migrovala přes Alpy do Itálie a usadila se tam. Zbytek žil v oblasti Le Mans.
- Eburovicové žili v oblasti Évreux, severovýchodně od Cenomanů. Jejich hlavní sídlo se jmenovalo Mediolanum Aulercorum. Jejich jméno znamená "Tisoví bojovníci".
- Diablintové žili v oblasti kolem města zvaného Noviodunum, dnešní Jublains.
- Brannovicové se odtrhli od hlavního kmene a stali se klienty Aeduů. Jejich pojmenování lze přeložit jako „Havraní bojovníci“.